# Larroque-Engalin
Larroque-Engalin település Franciaországban, Gers megyében. Lakosainak száma 45 fő (2022. január 1.). Larroque-Engalin Berrac, Lagarde, La Romieu és Saint-Martin-de-Goyne községekkel határos.

## Népesség
A település népességének változása:
| Lakosok száma | 86   | 55   | 53   | 62   | 50   | 50   | 49   | 45   | 45   | 45   |
|               | 1968 | 1982 | 1990 | 2006 | 2013 | 2015 | 2017 | 2019 | 2020 | 2022 |